# 국립인간유전체연구소
국립인간유전체연구소(National Human Genome Research Institute)는 미국 메릴랜드주 베세즈다에 위치한 국립보건원 산하의 연구소이다.

## 같이 보기
- 참조 유전체